# Estadio Juan José Vispo Mari
El Estadio Juan José Vispo Mari es un estadio de Uruguay ubicado en la ciudad de Salto, en el departamento homónimo. Pertenece a la Liga de las Colonias Agrarias de Salto, pero es cedido en modalidad de comodato por 30 años a Salto Fútbol Club para que sea su estadio oficial y para que se realicen obras de mejoras para convertirlo en un complejo deportivo.

## Inauguración
El Estadio fue inaugurado el 12 de octubre de 1968. El primer acto de inauguración se realizó en el local de la Sede Social de Salto Uruguay F.C, con la elección de la reina y vice reina, donde fueron coronadas en aquella oportunidad Marta Rattín (Reina), y Nerys Ferrari (Vice). Pero en el día de la inauguración oficial en el propio estadio, el puntapié inicial para el partido inaugural lo ejecutó nada más, y nada menos que el legendario Matías González, campeón del Mundo con Uruguay en 1950.
Fue nombrado Juan José Vispo Mari en honor a uno de los dirigentes que hicieron posible la construcción del mismo. Fue el primer estadio del Uruguay al que se le puso el nombre de una persona en vida. Todos los homenajes habían sido siempre póstumos.